# Eckhart Marggraf
Eckhart Marggraf (* 1941) ist ein deutscher Religionspädagoge. 
Marggraf ist Pfarrer der Evangelischen Landeskirche in Baden (im Ruhestand). Er war Religionslehrer an Gymnasien in Lahr und Karlsruhe, Direktor des Religionspädagogischen Instituts der Badischen Landeskirche in Karlsruhe, Sekretär des Internationalen Verbandes Evangelischer Erzieher, Vorsitzender der Arbeitsgemeinschaft Evangelischer Erzieher in Deutschland und Sekretär der International Association for Christian Education. Er ist einer der Herausgeber des Religionsbuches  SpurenLesen (Calwer Verlag). Zusammen mit Martin Polster (Honorarprofessor an der Pädagogischen Hochschule in Ludwigsburg und bis 2003 Leiter des pädagogisch-theologischen Studienzentrums in Stuttgart-Birkach) gibt er auch die Unterrichtsideen Religion – Arbeitshilfen für den Evangelischen Religionsunterricht heraus. Im Stuttgarter Calwer Verlag publiziert er gemeinsam mit Eberhard Röhm die Reihe Oberstufe Religion. 